# Kabiyarí
Els kabiyarí són un poble indígena, que habita a la vora del riu Apaporis mitjà, el seu afluent el Cananarí i les llacunes limítrofes, al Departament de Vaupés (Colòmbia). Són 311 persones, que parlen el cabiyarí, una llengua arawak.

## Economia
La base de l'economia és l'horticultura itinerant, en chagras on creixen conjuntament cultius de iuca, nyam, chontaduro, bananer, ají, pinya, marañón i altres. A més practiquen la pesca, caça i recol·lecció de fruits silvestres.

## Organització social
Es consideren una germanor o fratria, conformada actualment per cinc llinatges: Paamari que governa la societat; Maniari, els guerrers; Pamiari, estan encarregats de mantenir la cultura pròpia, les tradicions i costums; els Pachakuari o "gent avi", són els payés o xamans i; els Mitaperiari, encarregats de l'organització econòmica.
Com els pobles de llengües tucanes, en la mateixa regió, la germanor dels kabiyarí practica l'exogàmia lingüística. Mantenen relacions d'intercanvi matrimonial amb els barasanes, taiwano i tatuyo. Parlen la llengua dels seus agnats, a més de la pròpia i, un clan tatuyo, els yukaá, ha adquirit la llengua cabiyarí.

## Cosmologia
El món dels kabiyarí va ser creat i construït per diversos moviments que van engendrar l'espai, el temps, la diversitat, el territori i la societat. En el principi existia la terra (Hehechu) que era el gran jaguar, buit sense animals ni plantes ni dia ni nit; i el cel (Yakamamukute). En moure's el cel del seu caule i moure's per la terra, desenvolupa el camí del món primordial va generant la diversitat. Yakamamukute va matar als fills de Hehechu, qui al seu torn va matar a Yakamamukute.
Dels trossos de Yakamamukute que van caure en la terra, es van aixecar els Fills del Cel, els Manullly. En el riu Pirá-Paraná, en aquells dies centre del món, dominat per Mapitare, va començar el camí dels Fills del Cel. Buscaven com establir-se i van descobrir l'arrel de l'arbre medicinal Itchanu que els salvaria de les malalties de la terra. Quan van arribar a la seva base en el raudal Jirijirimo, la propietària de l'arbre no els va permetre usar-lo. Quan la propietària va morir, van derrocar l'arbre, que es va convertir en riu Apaporis i les seves branques en el Cananarí i altres afluents.
Com l'Apaporis era recte, criden a Asha, l'anaconda, que li dona la forma al riu, construeix les seves corbes i permet que els Manullly organitzin el territori de la germanor i assignin els territoris de cada llinatge. Va ser el camí d'Asha, que culmina quan li roben el llampec al tro i cada llinatge rep una part de llampec.
El camí de Keri, la lluna, va definir l'incest i va prohibir les relacions sexuals i intercanvis matrimonials dins de la germanor. El camí de la maloca o de les aliances, va establir l'intercanvi matrimonial amb la gent la terra.